# 藤たまき
藤 たまき（ふじ たまき、2月2日 - ）は、日本の漫画家、イラストレーター。東京都出身、在住。血液型はA型。
主にボーイズラブ作品を執筆。以前「チープヒップス」というサークル名で同人誌活動も行っていたが、活動を停止している。

## コミック
- Kabala（1994年、青磁ビブロス）
- SILENCE TO LIGHT（1994年、青磁ビブロス）
- 桜並木袋小路（1995年、桜桃書房）
- ソウルフルメドレーズ（1995年、青磁ビブロス）
- クーリング・プラネット 全2巻（1996年 - 1997年、角川書店）
- High tide night-満潮の夜（1996年、角川書店）
- ミスター・シーナの精霊日記 全5巻（1996-2001年、徳間書店）
- シガレット・リバティ（1997年、青磁ビブロス）
- 流星と真夏のクリスマス（1997年、桜桃書房）
- 私小説（1998年、新書館）
- ひみつのエコーボックス 全2巻（1998年 - 1999年、講談社）
- ONLY IF（1999年、新書館）
- 銀のバッチ（1999年、桜桃書房）
- ソウルフルメドレーズ（2000年、新書館）文庫版・再版
- SILENCE TO LIGHT（2000年、新書館）文庫版・再版
- ロングスロー（2000年、桜桃書房）
- プライベート・ジムナスティックス 全3巻（2000年 - 2003年、新書館）
- ホライズン（2002年、徳間書店）
- 夏の名残りのバラ（2004年、徳間書店）
- ダブルスクールキッズ（2004年、新書館）
- アナトミア（2004年、大洋図書）
- フラッグ 全2巻（2005年 - 2007年、徳間書店）
- 密告（2006年、新書館）
- アタ（2007年、大洋図書）
- 不思議ポット 全3巻 （2008年 - 2010年、徳間書店）
- 銀のバッチ（2008年、海王社）文庫版・再版
- 約束（2008年、海王社）文庫版・再版
- 遊覧船（2008年、新書館）
- 流星と真夏のクリスマス、桜並木袋小路（2008年、海王社）文庫版・再版
- ミスター・シーナの精霊日記・新装版 全3巻（2010年、徳間書店）
- 青空の卵 全2巻（原作：坂木司、2010年、2013年、新書館）
- アナトミア（2011年、一迅社）再版
- 蛇崩、交差点で（2012年、大洋図書）
- 縁側のレシピ（2014年、白泉社）

## 小説イラスト
- 嘘つきな天使たち（橘香いくの、1995年、集英社）
- ピンキー・ウルフ-桃色狼（S・稔也、1995年、桜桃書房）
- ぼくを呼ぶ声（茅野泉、1996年 集英社）
- 最初の体温、最後の恋（柚子稀ぜねこ、1997年 リーフ出版）
- 天国（てっぺん）までもうすぐ（五百香ノエル、1998年 心交社）
- 偽りのピエタ（前田栄、1998年 小学館）
- 幻の聖母子像（前田栄、1998年 小学館）
- 追憶のマリア（前田栄、1998年 小学館）
- Wコン・パニック!（鹿住槇、2001年、小学館）
- Wコン・ハピネス!（鹿住槇、2001年、小学館）
- 晴明ふしぎ草子-妖しの子、黄昏に目覚める（足立和葉、2002年 小学館）
- 待つ宵草がほころぶと（沖原朋美、2004年 集英社）
- 蒼い海に秘めた恋（六青みつみ、2005年、海王社）
- 寄せては返す波のように（六青みつみ、2009年、海王社）
- 明日が世界の終わりでも（榎田尤利、2013年、大洋図書）
- ドント・ルックバック（ジョシュ・ラニヨン、2014年、新書館）
- カフェオレ・ランデブー（栗城偲、2014年、メディアファクトリー）

## ドラマCD
- 水の守護神 - ガーディアン （1993年 KOEI） KCH-1037
- ピンキー・ウルフ 〜桃色狼〜 （1996年 CDブック）
- 遊覧船 （2009年 fluorite.）